# Gustav Philipp
Pour les articles homonymes, voir Philipp.
Gustav Adolf Eduard Philipp (né le 14 mars 1841 à Frauenstein et mort le 11 février 1897 à Radeberg) est un homme politique saxon (Parti progressiste allemand). Il a longtemps été membre du parlement de l'État de Saxe (de) et directeur de la brasserie de bière d'exportation Radeberger.

## Biographie
Gustav est le fils du maire de Frauenstein Gotthelf Immanuel Philipp (1799-1842), qui est également avocat et juge patrimonial à Pfaffroda. Il reçoit sa première éducation dans l'enseignement privé. Il étudie ensuite au lycée de Freiberg jusqu'à Tertia puis passe dans une école commerciale. Il effectue un apprentissage commercial de trois ans dans le grand magasin des Kaufmanns Modes à Freiberg. Vers 1860, il est employé par la banque Kuntze & Co. à Dresde, où il a procuration. En outre, il travaille comme auditeur des transactions en espèces dans diverses entreprises commerciales et caisses d'épargne. De 1867 à 1870, il est contrôleur en chef de l'Association des prêts agricoles du Royaume de Saxe, dont il est l'un des fondateurs. Depuis 1872, il est membre à part entière du conseil d'administration de l'association.
Depuis 1869, Philipp est marié à Anna Zenker (née en 1848), fille du domaine seigneurial et propriétaire du tribunal des successions Johann Gotthelf Zenker (1819-1871) à Kleinwolmsdorf . De 1871 à 1884, il est administrateur des successions de sa femme et propriétaire de la cour féodale de Kleinwolmsdorf. Avec la fortune de sa femme, Philipp est l'un des fondateurs de la brasserie Bergkeller en 1872, à partir de laquelle la brasserie de bière d'exportation Radeberger s'est développée. De 1874 jusqu'à sa mort, il est directeur de la brasserie. En 1884, il vend la cour féodale à Kleinwolmsdorf et déménage à Dresde. Après que sa fortune ait été consommée par de nombreuses subventions de la brasserie, il est au bord de l'effondrement économique en 1889. À partir de 1890, il est le directeur à temps plein de la brasserie de bière d'exportation Radeberger à Dresde et déménage à Radeberg en 1894.
De 1871 jusqu'à sa mort, il représente le 9e circonscription rurale dans le 2e chambre du parlement de l'État de Saxe (de).
Son fils Albrecht Philipp (1883-1962) est également membre du parlement de l'état saxon et de 1919 à 1930 membre du Reichstag. Un autre fils, Kurt Philipp (1878-après 1954), travaille comme avocat avec un doctorat et conseiller à l'Association de crédit agricole.